# Rainer Land

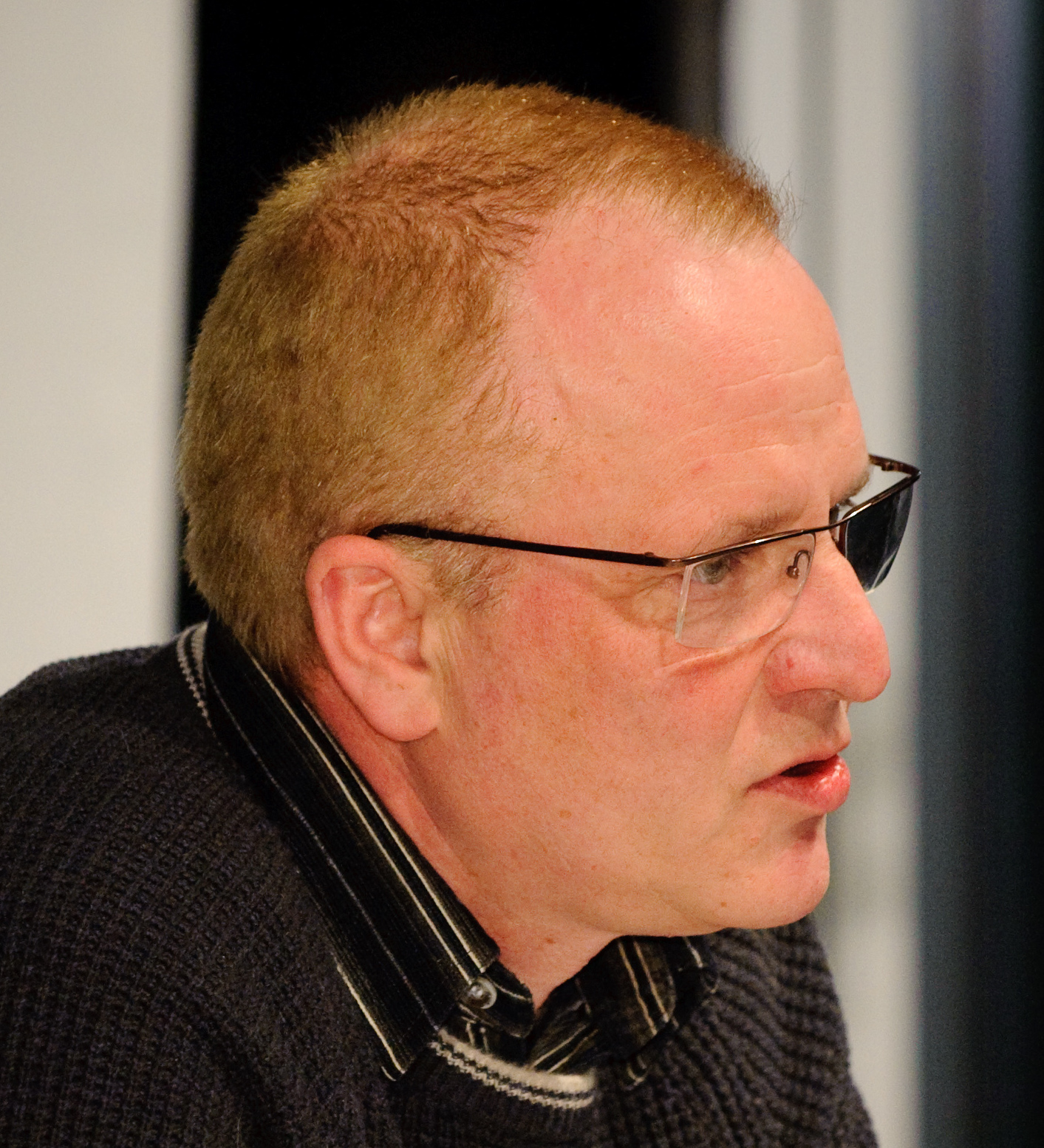
Rainer Land, 2010

Rainer Land (* 15. Februar 1952 in Caputh) ist ein deutscher Sozial- und Wirtschaftswissenschaftler.

## Leben
Rainer Land wuchs in der DDR auf, ging in Potsdam zur Schule und studierte in den Jahren 1975 bis 1983 an der Humboldt-Universität zu Berlin Philosophie und Wirtschaftswissenschaften. Bis zum Jahr 1990 arbeitete er als Wissenschaftlicher Assistent bzw. Oberassistent an der Humboldt-Universität zu Berlin. Im Jahr 1990 verließ er diese Universität und arbeitete seit 1992 als Redakteur der Zeitschrift Berliner Debatte Initial und seit 2002 am Thünen-Institut für Regionalentwicklung e. V. in Bollewick (Mecklenburg-Vorpommern), woher er in verschiedenen Forschungsprojekten mitwirkt. Auf seine Initiative geht die Gründung des Netzwerkes Ostdeutschlandforschung im Jahr 2006 zurück.
Anfang des Jahres 2023 hat er zusammen mit Erhard Crome die Redaktion der Berliner Debatte Initial wegen der ihrer Ansicht nach von der Redaktionsmehrheit betriebenen Fehlentwicklung der Zeitschrift verlassen.

## Mitgliedschaften
Rainer Land war vom Jahr 1971 bis Januar 1990 Mitglied der SED. Er war bis 2018 parteilos, seit Februar 2018 ist er Mitglied der SPD. Er war aktives und ist jetzt korrespondierendes Mitglied der Grünen Akademie der Heinrich-Böll-Stiftung. Land ist Mitglied des Beirats der 2012 gegründeten wissenschaftlichen Open-Access-Zeitschrift Momentum Quarterly sowie Mitglied des Willy-Brandt-Kreises.

## Schriften
- Das Umbaupapier, Rotbuch Verlag, Berlin, 1990, ISBN 3-88022-030-1
- mit Ralf Possekel: Fremde Welten. Die gegensätzliche Deutung der DDR durch SED-Reformer und Bürgerbewegung in den 80er Jahren, Ch. Links Verlag, Berlin, 1998, ISBN 3-86153-172-0
- Das Projekt „Moderner Sozialismus“ Mit einem Exkurs über die evolutionstheoretische Begründung von Moderne, Sozialismus und Fortschritt (PDF; 120 kB) In: Aus Politik und Zeitgeschichte 2010
- mit Erhard Crome, Lutz Kirschner: Der SED-Reformdiskurs der achtziger Jahre Zugänglich im Archiv Demokratischer Sozialismus der Rosa-Luxemburg-Stiftung.
- Zur Unterscheidung zwischen Wirtschaftswachstum und wirtschaftlicher Entwicklung. In: Michael Thomas (Hrsg.): Transformation moderner Gesellschaften und Überleben in alten Regionen. Berlin, Münster u. a. 2011
- Kritik der Wachstumskritik. In: Eckehard Binas (Hrsg.): Die Neue Region. Gesellschaftliches Labor für gelingendes Leben. Bern, Berlin u. a. 2012
- Wachstum oder Entwicklung? Sraffas „Warenproduktion mittels Waren“ und der berücktigte Artikel von Peter Ruben und Hans Wagener. In: Erhard Crome, Udo Tietz (Hg.): Dialektik – Arbeit – Gesellschaft. Festschrift für Peter Ruben. Potsdam 2013 S. 201–214.